# Somebody to Love (canción de Queen)
«Somebody to Love» (Español: "Alguien a quien amar") es la canción principal del disco A Day at the Races del grupo de rock inglés Queen. La canción es de las más escuchadas del grupo.

## Antecedentes
En ese corte, el productor musical Roy Baker utiliza la técnica de duplicidad de voces en multicanales al estilo del fragmento operístico de Bohemian Rhapsody. La voz predominante es la de Roger Taylor para los registros más altos, luego la de Freddie Mercury y por último la de  Brian May para las notas más graves. El resultado es un Gospel in crescendo que culmina con un desgarrador "Somebody to love" en el cual Freddie recorre varias notas  cambia de escala e incluso se escucha cuando toma aire para descargar las últimas notas.

## En directo
Desde publicación en 1976, la canción formó parte de todas las giras, desde el A Day at the Races Tour de 1977 hasta el The Works Tour de 1984-85.
Fue incluida versiones en vivo en los álbumes Queen on Fire - Live at the Bowl grabado el 5 de junio de 1982 en el National Bowl y publicado en el año 2004 y en el álbum Queen Rock Montreal grabado los días 24 y 25 de noviembre de 1981 en el Forum de Montreal y publicado al año siguiente en VHS y posteriormente remasterizado en el año 2007.

## Otras versiones
- Mia Martini, cantante italiana, hizo una versión en italiano llamada "Un uomo per me" en 1977.
- El grupo español Mocedades, interpretó su propia versión en español llamada "Un poco de amor" en su álbum "Desde que tú te has ido", de 1981.[1][2]
- George Michael interpretó la canción junto a los miembros restantes de Queen durante el Concierto Tributo a Freddie Mercury en abril de 1992.
- La cantante Puertorriqueña Ednita Nazario, hizo una versión en español llamada "Un Hombre Para Mí" para su álbum "Metamorfosis" de 1992.
- Anne Hathaway cantó la canción en su papel como Ella en la película Ella Enchanted de 2004.[3]
- Brittany Murphy la interpretó en la película de 2006 Happy Feet: El Pingüino en su rol de Gloria, la pingüino emperador.[4]
- Edurne interpreta la versión en español como "Un poco de amor" en su álbum Première de 2008.
- El elenco de Glee la cantó durante el episodio "The Rhodes Not Taken" en 2009.[5]
- En 2011, Fito Páez hizo una versión llamada «Las dos caras del amor» para su álbum Canciones para aliens.
- En 2021, Morgan incluyó una versión del tema en su álbum en directo Home (Live at Circo Price).

## Versión de Troye Sivan
En noviembre de 2018, el cantante australiano Troye Sivan lanzó una versión de la canción. La canción fue lanzada para coincidir con el lanzamiento de la película Bohemian Rhapsody. Universal Music Group lanzó 3 pistas de diferentes artistas que canalizan su Freddie Mercury interior; esta es la tercera y última entrega, después de «Under Pressure» de Shawn Mendes y «Killer Queen» de 5 Seconds of Summer, lanzadas en octubre de 2018. De manera similar a las pistas antes mencionadas, el tema solo beneficiará al Mercury Phoenix Trust.
En un comunicado, Sivan dijo: "Estoy más que honrado de que me hayan pedido que cubra 'Somebody to Love' de Queen, una canción magistral de la banda más legendaria".

### Recepción
El gerente de Queen, Jim Beach, dijo que la versión de Sivan "es a la vez conmovedora y totalmente original". Luke Schatz de Consequence of Sound dijo: "Si bien la versión de Mercury se disparó con voces de coro e instrumentación dramática, Sivan emplea un enfoque más suave y minimalista. Aquí, su voz tranquilizadora va acompañada de poco más que bajos y teclas".